# Districte de Briva la Galharda
El Districte de Brive-la-Gaillarde és un dels tres districtes del departament francès de la Corresa a la regió de la Nova Aquitània. Està compost per 15 cantons i 99 municipis. El cap del districte és la sotsprefectura de Briva la Galharda.

## Cantons
cantó d'Aient - cantó de Bél Luéc - cantó de Béinat - cantó de Briva la Galharda Centre - cantó de Briva la Galharda Nord-Est - cantó de Briva la Galharda Nord-Oest - cantó de Briva la Galharda Sud-Est - cantó de Briva la Galharda Sud-Oest - cantó de Donzenac - cantó de Julhac - cantó de L'Archa - cantó de Libèrçac - cantó de Mala Mòrt - cantó de Maiçac - cantó de Visoas